# Andreu Guri i Sala

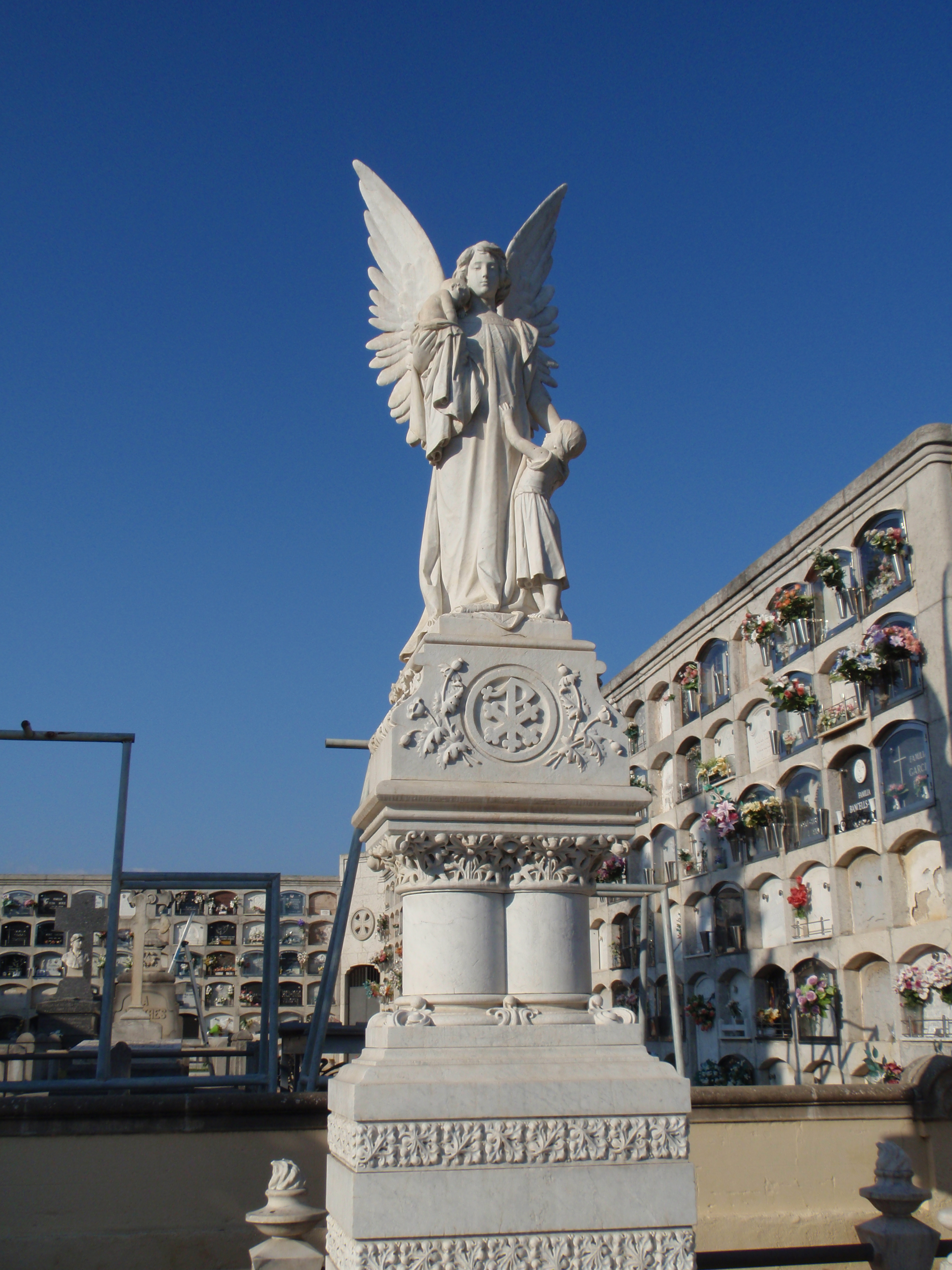
Sepulcre d'Andreu Guri i Sala al cementiri d'Arenys de Mar

Andeu Guri i Sala (Arenys de Mar, 1824 - 1908), industrial i benefactor, Creu d'Isabel la Catòlica.
Es dedicà a la fabricació de taps de suro, amb la qual cosa aconseguí reunir una petita fortuna. El 1854 es declarà una epidèmia a Arenys i, substituint l'alcalde que era fora, Andreu Guri organitzà tots els serveis sanitaris per fer-hi front. La seva presència d'esperit i la gran activitat que desplegà li van valer la Creu Arxivat 2008-02-15 a Wayback Machine. d'Isabel la Catòlica.
En el seu testament va tenir un record pels pobres més desvalguts i desgraciats (que fossin naturals i residents a la vila), als quals donà una renda líquida (aleshores unes 5.000 pessetes) d'una casa situada al número 160 del carrer de Pau Claris, a Barcelona. I va deixar escrit que executés la seva última voluntat una Junta formada pel rector, l'alcalde i el major contribuent (aquest substituït actualment per un membre de la família Guri).